# Elm
Elm (en romanche Dialma) fue hasta el 31 de diciembre de 2010 una comuna suiza del cantón de Glaris.
Desde el 1 de enero de 2011 es una localidad de la nueva comuna de Glaris Sur al igual que las antiguas comunas de Betschwanden, Braunwald, Engi, Haslen, Linthal, Luchsingen, Matt, Mitlödi, Rüti, Schwanden, Schwändi y Sool.

## Geografía
Limita al norte con la comuna de Matt, al este con Mels (SG) y Pfäfers (SG), al sur con Andiast (GR), Flims (GR), Laax (GR), Siat (GR), Pigniu (GR) y Ruschein (GR), y al oeste con Linthal, Betschwanden, Luchsingen y Schwanden.

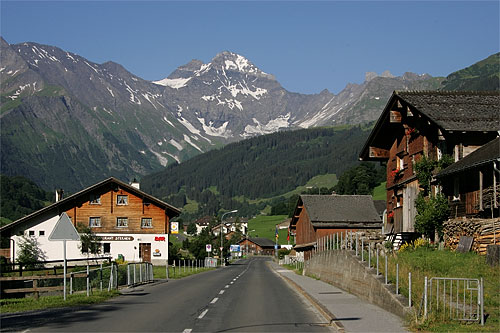
Vista de Elm.